# Izland a 2020. évi téli ifjúsági olimpiai játékokon
Izland a Lausanneban megrendezett 2020. évi téli ifjúsági olimpiai játékok egyik részt vevő nemzete volt.

## Alpesisí

### Fiú
| Versenyző         | Versenyszám            | 1. futam | 1. futam | 2. futam      | 2. futam      | Összesen | Összesen |
| Versenyző         | Versenyszám            | Idő      | Hely.    | Idő           | Hely.         | Idő      | Hely.    |
| ----------------- | ---------------------- | -------- | -------- | ------------- | ------------- | -------- | -------- |
| Gauti Guðmundsson | Műlesiklás             | 41,50    | 33.      | Nem ért célba | Nem ért célba | Kiesett  | Kiesett  |
| Gauti Guðmundsson | Óriás-műlesiklás       | 1:09,13  | 36.      | 1:08,97       | 27.           | 2:18,10  | 29.      |
| Gauti Guðmundsson | Szuperóriás-műlesiklás |          |          |               |               | 1:01,32  | 51.      |
| Gauti Guðmundsson | Összetett              | 1:01,32  | 51.      | 36,85         | 29.           | 1:38,17  | 31.      |

### Lány
| Versenyző                   | Versenyszám            | 1. futam      | 1. futam      | 2. futam      | 2. futam      | Összesen | Összesen |
| Versenyző                   | Versenyszám            | Idő           | Hely.         | Idő           | Hely.         | Idő      | Hely.    |
| --------------------------- | ---------------------- | ------------- | ------------- | ------------- | ------------- | -------- | -------- |
| Aðalbjörg Lillý Hauksdóttir | Műlesiklás             | Nem ért célba | Nem ért célba | Kiesett       | Kiesett       | Kiesett  | Kiesett  |
| Aðalbjörg Lillý Hauksdóttir | Óriás-műlesiklás       | Nem ért célba | Nem ért célba | Kiesett       | Kiesett       | Kiesett  | Kiesett  |
| Aðalbjörg Lillý Hauksdóttir | Szuperóriás-műlesiklás |               |               |               |               | 1:00,51  | 34.      |
| Aðalbjörg Lillý Hauksdóttir | Összetett              | 1:00,51       | 34.           | Nem ért célba | Nem ért célba | Kiesett  | Kiesett  |

## Sífutás

### Fiú
| Versenyző           | Versenyszám       | Selejtező | Selejtező | Negyeddöntő | Negyeddöntő | Elődöntő | Elődöntő | Döntő    | Döntő   |
| Versenyző           | Versenyszám       | Idő       | Hely.     | Idő         | Hely.       | Idő      | Hely.    | Idő      | Hely.   |
| ------------------- | ----------------- | --------- | --------- | ----------- | ----------- | -------- | -------- | -------- | ------- |
| Einar Árni Gíslason | 10 km             |           |           |             |             |          |          | 36:15,40 | 73.     |
| Einar Árni Gíslason | Klasszikus sprint | 4:22,86   | 79.       | Kiesett     | Kiesett     | Kiesett  | Kiesett  | Kiesett  | Kiesett |
| Einar Árni Gíslason | Szabad stílusú    | 5:43,76   | 78.       |             |             | Kiesett  | Kiesett  | Kiesett  | Kiesett |

### Lány
| Versenyző              | Versenyszám | Selejtező | Selejtező | Negyeddöntő | Negyeddöntő | Elődöntő | Elődöntő | Döntő    | Döntő |
| Versenyző              | Versenyszám | Idő       | Hely.     | Idő         | Hely.       | Idő      | Hely.    | Idő      | Hely. |
| ---------------------- | ----------- | --------- | --------- | ----------- | ----------- | -------- | -------- | -------- | ----- |
| Linda Rós Hannesdóttir | 5 km        |           |           |             |             |          |          | 20:13,60 | 68.   |